# Rueil Athletic Club
O Rueil Athletic Club (RAC) Basket é um clube de basquetebol baseado em Rueil-Malmaison, França que atualmente disputa a Nationale Masculine1 (equivalente à terceira divisão francesa). Manda seus jogos no Stadium com capacidade para 1.800 espectadores.

## Histórico de Temporadas
| Temporada | Nível | Liga      | Pos. | J     | PL  | Resultado         |
| --------- | ----- | --------- | ---- | ----- | --- | ----------------- |
| 1996-97   | 4     | NM2       | 1    |       |     | Promovido         |
| 1997-98   | 2     | LNB Pro B | 16   | 9-25  |     |                   |
| 1998-99   | 2     | LNB Pro B | 15   | 13-17 |     |                   |
| 1999-00   | 2     | LNB Pro B | 14   | 13-21 |     |                   |
| 2000-01   | 2     | LNB Pro B | 9    | 16-14 |     |                   |
| 2001-02   | 2     | LNB Pro B | 4    | 17-13 |     |                   |
| 2002-03   | 2     | LNB Pro B | 3    | 21-9  |     |                   |
| 2003-04   | 2     | LNB Pro B | 5    | 18-12 |     |                   |
| 2004-05   | 2     | LNB Pro B | 18   | 9-25  |     | Rebaixado         |
| 2005-06   | 5     | NM3       |      |       |     |                   |
| 2006-07   | 5     | NM3       |      |       |     |                   |
| 2007-08   | 5     | NM3       |      |       |     |                   |
| 2008-09   | 5     | NM3       | 1    |       |     | Promovido campeão |
| 2009-10   | 4     | NM2       | 6    |       |     |                   |
| 2010-11   | 4     | NM2       | 1    |       |     | Promovido campeão |
| 2011-12   | 3     | NM1       | 13   | 15-19 |     |                   |
| 2012-13   | 3     | NM1       | 9    | 20-14 |     |                   |
| 2013-14   | 3     | NM1       | 9    | 16-18 |     |                   |
| 2014-15   | 3     | NM1       | 7    | 20-14 |     | Quartas de finais |
| 2015-16   | 3     | NM1       | 3    | 21-13 | 1-2 | Quartas de finais |
| 2016-17   | 3     | NM1       | 6    | 19-15 | 3-3 | Semifinalista     |
| 2017-18   | 3     | NM1       | 3    | 24-10 | 1-2 | Quartas de finais |

fonte:eurobasket.com